# Kenia Rodríguez Ocaña
Pour les articles homonymes, voir Rodríguez.
Rodríguez  Ocaña est un nom espagnol. Le premier nom de famille, en général paternel, est Rodríguez ; le second, en général maternel, souvent omis, est Ocaña.
Kenia Rodríguez Ocaña, née le 2 mars 1973, est une judokate cubaine naturalisée costaricienne.

## Palmarès
| Année | Compétition                       | Lieu           | Résultat | Catégorie      |
| ----- | --------------------------------- | -------------- | -------- | -------------- |
| 1990  | Championnats panaméricains        | Caracas        | 2e       | Moins de 56 kg |
| 1991  | Championnats panaméricains        | La Havane      | 3e       | Moins de 56 kg |
| 1996  | Championnats panaméricains        | San Juan       | 1re      | Moins de 61 kg |
| 1997  | Championnats du monde par équipes | Osaka          | 3e       | Par équipes    |
| 1997  | Championnats panaméricains        | Guadalajara    | 2e       | Moins de 61 kg |
| 1998  | Championnats du monde par équipes | Minsk          | 1re      | Par équipes    |
| 1998  | Championnats panaméricains        | Saint-Domingue | 1re      | Moins de 63 kg |
| 1999  | Jeux panaméricains                | Winnipeg       | 3e       | Moins de 63 kg |